# 鎌田乃愛
鎌田 乃愛（かまた のあ、2001年1月28日 - ）は、東京都出身の元女子プロ野球選手。秀明八千代高校卒。ポジションは内野手。血液型A型。

## 経歴
2018年6月19日から3日間開催された入団テストに合格しプロ入り。
2019年9月19日から10月6日まで期間限定で愛知ディオーネへ移籍することが発表された。
2020年は選手減少によりレイアに所属しながら、試合開催時には京都フローラの選手として活動する。その年は全30試合に出場し開幕当初は打撃に苦しんだが、最終的に、打率.318と結果を残した。一方で全選手最多の9失策と課題も残した。
2021年3月28日、自身のTwitterにて女子プロ野球を退団することを発表。
同年から、ZENKO BEAMSでプレーする。

## 人物・プレースタイル
50m走7秒3、遠投は70m。
日本人離れしたヘッドスピード、ミート力も非常に高く広角に打ち分けるバッティングが魅力と紹介されている。
同じく2019年にレイアに入団した三上実穂は秀明八千代高校の同級生。

## 情報詳細

### 年度別打撃成績
| 年 度 | チ ｜ ム | 試 合 数 | 打 率 | 打 席 数 | 打 数 | 得 点 | 安 打 | 単 打 | 二 塁 打 | 三 塁 打 | 本 塁 打 | 塁 打 | 打 点 | 三 振 | 併 殺 | 四 球 | 死 球 | 犠 打 | 犠 飛 | 盗 塁 | 盗 塁 刺 | 失 策 | 勝 利 打 点 | 出 塁 率 | 長 打 率 | 三 振 率 |
| ----- | -------- | -------- | ----- | -------- | ----- | ----- | ----- | ----- | -------- | -------- | -------- | ----- | ----- | ----- | ----- | ----- | ----- | ----- | ----- | ----- | -------- | ----- | ----------- | -------- | -------- | -------- |
| 2019  | レイア   | 5        | .500  | 6        | 6     | 1     | 3     | 3     | 0        | 0        | 0        | 3     | 1     | 2     | 0     | 0     | 0     | 0     | 0     | 0     | 0        | 0     | 0           | .500     | .500     | .333     |
| 2020  | フローラ | 30       | .318  | 77       | 66    | 14    | 21    | 11    | 10       | 0        | 0        | 31    | 6     | 10    | 1     | 10    | 0     | 1     | 0     | 1     | 1        | 9     | 0           | .408     | .470     | .152     |
| 通算  | -        | 35       | .333  | 83       | 72    | 15    | 24    | 14    | 10       | 0        | 0        | 34    | 7     | 12    | 1     | 10    | 0     | 1     | 0     | 1     | 1        | 9     | 0           | .415     | .472     | .167     |

- 2020年度シーズン終了時。

### 記録
- 初出場・初打席：2019年9月23日、対埼玉アストライア戦、6回裏に代打で出場、泉由有樹から見逃し三振
- 初安打：2019年9月30日、対埼玉アストライア戦、2回表に山口千沙季から中前適時安打

### 背番号
- 31（2019年 - 2020年）
- 61（2021年 - ）